# Grande Prêmio da Áustria de Motovelocidade de 1993
O Grande Prêmio da Áustria de 1993 foi a quinta etapa do mundial de MotoGP de 1993. Aconteceu no final de semana de 14 a 16 de Maio nos 4.2 km do Salzburgring.

## 500 cc
| Pos. | Piloto            | Tempo     | Grid |
| ---- | ----------------- | --------- | ---- |
| 1    | Kevin Schwantz    | 38'15.613 | 1    |
| 2    | Mick Doohan       | +0.493    | 2    |
| 3    | Wayne Rainey      | +4.892    | 7    |
| 4    | Alex Barros       | +4.954    | 5    |
| 5    | Luca Cadalora     | +16.550   | 9    |
| 6    | S. Itoh           | +22.595   | 4    |
| 7    | Daryl Beattie     | +28.110   | 6    |
| 8    | Doug Chandler     | +38.559   | 3    |
| 9    | J. Kuhn           | +1'17.751 |      |
| 10   | Mat Mladin        | +1'17.820 | 10   |
| 11   | Niall Mackenzie   | +1'17.920 |      |
| 12   | L. Naveau         | +1 volta  | 12   |
| 13   | J. Lopez Mella    | +1 volta  |      |
| 14   | J. Reynolds       | +1 volta  |      |
| 15   | T. Udagawa        | +1 volta  |      |
| 16   | S. Emmett         | +1 volta  |      |
| 17   | M. Rudroff        | +1 volta  |      |
| 18   | Simon Crafar      | +1 volta  |      |
| 19   | T. Crine          | +1 volta  |      |
| 20   | Jeremy McWilliams | +1 volta  |      |
| 21   | R. Colleoni       | +1 volta  |      |
| 22   | B. Bonhuil        | +1 volta  |      |
| 23   | B. Garcia         | +1 volta  |      |
| 24   | A. Meklau         | +1 volta  |      |
| 25   | M. Papa           | +2 voltas |      |
|      | S. David          | Retired   |      |
|      | K. Mitchell       | Retired   |      |
|      | A. Scott          | Retired   |      |
|      | C. Doorakkers     | Retired   |      |
|      | L. Pedercini      | Retired   |      |
|      | Álex Crivillé     | Retired   | 8    |
|      | C. Catalano       | Retired   | 11   |